# Тривенто
Тривенто (итал. Trivento) —  коммуна в Италии, располагается в регионе Молизе, в провинции Кампобассо.
Население составляет 5200 человек (2008 г.), плотность населения составляет 73 чел./км². Занимает площадь 73 км². Почтовый индекс — 86029. Телефонный код — 0874.
Покровителями коммуны почитаются святые Назарий и Кельсий, а также Виктор, празднование 28 июля.

## Демография
Динамика населения:

## Администрация коммуны
- Официальный сайт: http://www.comunetrivento.it/